# Elizabethtown (Ohio)
Elizabethtown es un lugar designado por el censo ubicado en el condado de Hamilton en el estado estadounidense de Ohio. En el Censo de 2010 tenía una población de 350 habitantes y una densidad poblacional de 149,49 personas por km².

## Geografía
Elizabethtown se encuentra ubicado en las coordenadas 39°9′46″N 84°48′15″O / 39.16278, -84.80417. Según la Oficina del Censo de los Estados Unidos, Elizabethtown tiene una superficie total de 2.34 km², de la cual 2.31 km² corresponden a tierra firme y (1.55%) 0.04 km² es agua.

## Demografía
Según el censo de 2010, había 350 personas residiendo en Elizabethtown. La densidad de población era de 149,49 hab./km². De los 350 habitantes, Elizabethtown estaba compuesto por el 98.57% blancos, el 0% eran afroamericanos, el 0% eran amerindios, el 0% eran asiáticos, el 0% eran isleños del Pacífico, el 0.86% eran de otras razas y el 0.57% pertenecían a dos o más razas. Del total de la población el 2.57% eran hispanos o latinos de cualquier raza.